# Mauricio Pereyra
Mauricio Pereyra, vollständiger Name Mauricio Ernesto Pereyra Antonini, (* 15. März 1990 in Montevideo) ist ein uruguayischer Fußballspieler.

## Karriere

### Verein
Der je nach Quellenlage 1,73 Meter oder 1,77 Meter große Mittelfeldakteur Pereyra stand mindestens seit 2008 im Erstligakader Nacional Montevideos. Sein Debüt feierte er dort in der Clausura 2009 am 18. Februar 2009 in der Copa Libertadores-Partie gegen den Club Libertad. Für die Bolsos bestritt er bis einschließlich der Clausura 2011 53 Partien (drei Tore) in der Primera División, neun Begegnungen (kein Tor) der Liguilla Pre-Libertadores und 16 Spiele (ein Tor) der Copa Libertadores. In den Spielzeiten 2008/09 und 2010/11 wurde er mit seiner Mannschaft jeweils Uruguayischer Meister. Sodann wechselte er Anfang August 2011 für eine Transfersumme von 1,5 Millionen Dollar zum seinerzeit von Gabriel Schurrer trainierten Club Lanús. Für die Argentinier lief er 47-mal in der Liga auf (drei Tore) und kam in der Copa Libertadores viermal zum Einsatz (kein Tor). Im Februar 2013 wurde der vom uruguayischen Berater Ricardo Canals vertretene Pereyra sodann zum russischen Klub Krasnodar transferiert, wo er ein dreieinhalb Spielzeiten währendes Arbeitspapier unterschreiben sollte. Als Ablösesumme wurden 2,8 Millionen Dollar kolportiert. Pereyra ließ den Wechsel zwar zunächst mit seinem Veto platzen. Tags darauf kam der Wechsel nach einer Aufbesserung des Angebots allerdings doch noch zustande. In Russland kam er in der dortigen Liga 154-mal zum Zuge und schoss 23 Tore. In der Europa-League-Saison 2014/15 wirkte er elfmal (zwei Tore), 2015/16 sechsmal (ein Tor) und 2016/17 zehnmal (kein Tor) sowie 2018/19 neun Mal (ein Tor) mit. Zudem sind acht nationale Pokaleinsätze (kein Tor) in Russland für ihn verzeichnet.
Im Sommer 2019 verließ er den Klub dann schließlich und schloss sich in den USA dem MLS-Franchise Orlando City an. Hier wirkte er auch wieder als Stammspieler mit (solange er nicht gerade verletzt oder gesperrt war) und führte die Mannschaft ab der Saison 2022 fast durchgehend als Kapitän aufs Feld. Seit Anfang 2024 steht er nun wieder bei Nacional in seiner Heimat unter Vertrag.

### Nationalmannschaft
Pereyra war Mitglied der von Ángel Castelnoble trainierten uruguayischen U-15-Auswahl, die bei der U-15-Südamerikameisterschaft 2005 in Bolivien teilnahm. Er spielte auch in der uruguayischen U-17-Nationalmannschaft und gehörte zum Kader bei der U-17-Südamerikameisterschaft 2007 in Ecuador. Auch war er Teil der U-20-Auswahl. Er nahm mit dem Team an der U-20-Südamerikameisterschaft 2009 in Venezuela und der U-20-Weltmeisterschaft 2009 in Ägypten teil. Bei der Südamerikameisterschaft kam er achtmal zum Einsatz, im Laufe des WM-Turniers lief er viermal auf. Pereyra gehörte zudem im Vorfeld der Olympischen Sommerspiele 2012 zum von Nationaltrainer Óscar Tabárez aufgestellten erweiterten Kader der U-23.

### Erfolge
- 2× Uruguayischer Meister: 2008/09, 2010/11